# Smithfield (Nueva York)
Smithfield es un pueblo ubicado en el condado de Madison en el estado estadounidense de Nueva York. En el año 2000 tenía una población de 1205 habitantes y una densidad poblacional de 19 personas por km².

## Geografía
Smithfield se encuentra ubicado en las coordenadas 42°57′58″N 75°40′0″O / 42.96611, -75.66667.

## Demografía
Según la Oficina del Censo en 2000 los ingresos medios por hogar en la localidad eran de $35 109 y los ingresos medios por familia eran $38 333. Los hombres tenían unos ingresos medios de $28 618 frente a los $23 125 para las mujeres. La renta per cápita para la localidad era de $14 860. Alrededor del 16.2% de la población estaban por debajo del umbral de pobreza.